# فرودگاه شهری ماریون (ایندیانا)
فرودگاه شهری ماریون (ایندیانا) (به انگلیسی: Marion Municipal Airport (Ohio)) یک فرودگاه همگانی بهره‌برداری هوایی با کد یاتا MNN است که یک باند فرود آسفالت دارد و طول باند آن ۱۵۲۴ متر است. این فرودگاه در کشور ایالات متحده آمریکا قرار دارد و در ارتفاع ۳۰۳ متری از سطح دریا واقع شده‌است.